# 山本滝之助
山本 滝之助（やまもと たきのすけ、1873年11月15日 - 1931年10月26日）は、明治～昭和期の社会教育家、思想家。「青年団運動の先覚者」。広島県福山市出身。

## 経歴
広島県沼隈郡千年村（現・福山市）に農家の長男として生まれる。小学校卒業後、1889年尋常小学校雇となり、以後22年にわたり小学校教師、その間、1905年校長に就任。教師生活のかたわら、居村を中心に地域の若連中の改善に取り組み1890年、「好友会」という青年会を結成し青年団運動を始める。また多くの青年団体機関誌を発行。特に1896年、24歳のとき自費出版した代表的著作『田舎青年』は、地方にも近代社会に目覚めた青年がいることを主張して注目された。当時、青年と言えば立身出世を目指す都会青年のみを意味し、実際人数の多い田舎青年は自己の希望を満たされず、世間から忘れられた存在であった。山本はこの著作の中で、都会青年も田舎青年も平等であると主張。「田舎に住める、学校の肩書なき、卒業証書なき青年」に目を向けるよう呼びかけ、田舎青年の教育の重要性を指摘した。また「青年会を設くべし」と全国を巡講して実際を指導、各地の青年団の結成及び全国的な組織化に尽力。これらの活動は日本青年館の建設、大日本連合青年団結成を促した。山本の長年の功労に報いるため、財団法人日本青年館に設けられた顕頌会によって死後まもなく『山本滝之助全集』が刊行されている。